# 今日中国文学
《今日中国文学》（Chinese Literature Today，CLT）是北京师范大学文学院与俄克拉荷马大学《当代世界文学》（World Literature Today）联合主办的学术期刊，语言以英语为主。 此学术期刊致力于给西方和中国学者提供有关文学与翻译的近期评论文章。 每一期都向英语世界推介一名当代中国优秀的作家。 除了期刊外，CLT也翻译出版 “今日中国文学” 英译丛书。